# Arnaldo Momigliano
Arnaldo Dante Aronne Momigliano (né le 5 septembre 1908 à Caraglio, dans la province de Coni, au Piémont et mort le 1er septembre 1987 à Londres) est un historien italien, spécialiste de la Grèce antique, de l'époque hellénistique, du judaïsme antique et des problèmes relatifs à l'historiographie ancienne et moderne. Il est connu en France pour ses Problèmes d'historiographie ancienne et moderne et pour son ouvrage Sagesses barbares, qui s'attache à montrer les relations des Grecs et des Romains aux cultures barbares, et en particulier les limites de l'hellénisation.

## Biographie
Né dans une famille juive rurale du Piémont italien, près de Turin, Momigliano entreprend des études d'histoire et devient professeur d'histoire romaine à l'université de Turin en 1936. Il doit quitter l'Italie en 1938, à la suite de la promulgation des lois raciales édictées par le régime de Mussolini et occupe un poste à Oxford, avant de s'installer à University College à Londres, de 1951 à 1975. Il est invité à plusieurs reprises à l'université de Chicago, où il rencontre Leo Strauss.
Arnaldo Momigliano codirige, avec l'historien marxiste Aldo Schiavone, une monumentale Histoire de Rome chez Einaudi (7 volumes 1988-1993). 
Il est fait chevalier honoraire de l'Empire britannique en 1974 et élu associé étranger de l'Académie des inscriptions et belles-lettres en 1978.
Son œuvre monumentale reste ses Contributi alla storia degli classici et del mondo antico Donald Kagan a dit de lui qu'il est « le savant le plus important dans le monde de l'historiographie du monde antique ».

## Ouvrages
- Filippo il Macedone. Saggio sulla storia greca del IV secolo, Florence, 1934. Traduction française : Philippe de Macédoine. Essai sur l'histoire grecque au IVe siècle, éditions de l'Éclat, Nîmes, 1991
- Studies in Historiography (1966)
- The Development of Greek Biography : Four Lectures (1971)
- Alien Wisdom : The Limits of Hellenization (1976). Publié en français aux éditions Maspéro sous le titre de Sagesses barbares, les limites de l’hellénisation, trad. Marie-Claude Roussel, 1979[4].
- Essays in Ancient and Modern Historiography (1977). Traduction française : Problèmes d'historiographie ancienne et moderne, Gallimard, Paris, 1983
- How to Reconcile Greeks and Trojans (1983)
- On Pagans, Jews and Christians (1987)
- Pagine ebraiche, Turin, 1987. Traduction française : Contributions à l'histoire du judaïsme, Éditions de l'Éclat, Nîmes, 2002
- The Classical Foundations of Modern Historiography (1991). Traduction française : Les fondations du savoir historique, Les belles lettres, Paris, 1991
- Studies on Modern Scholarship, édité par G.W. Bowersock and T.J. Cornell, 1994
- Quarto contributo alla storia degli studi classici e del mondo antico, éditions Storia e Litteratura, Rome 1969.En ligne